# 吊墜縛

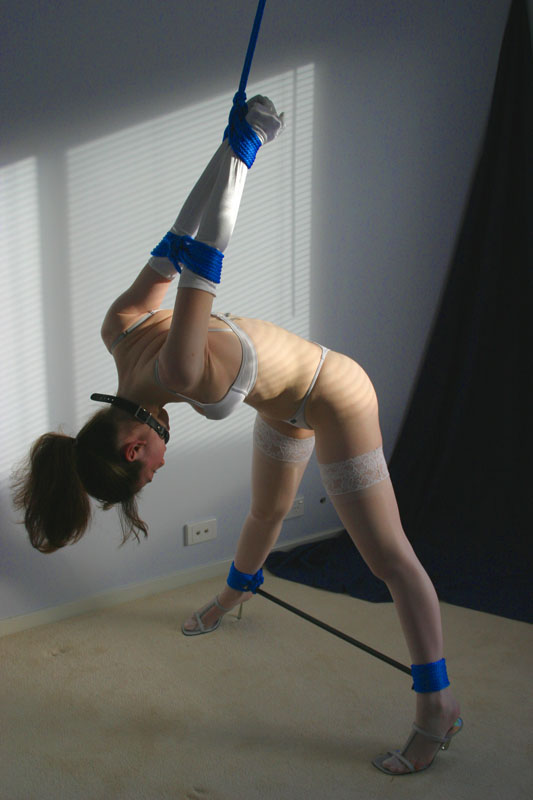
吊墜縛姿勢是一種常見於BDSM遊戲中的綁縛手法。

吊墜縛 是一個術語用來形容BDSM遊戲中的一特定姿勢或是技巧。受虐者的雙手被綑綁且置於背後，再用繩子或是鐵鍊將雙手吊起，通常雙手將被高舉到迫使受虐者必須向前傾斜。
"吊墜縛吊刑"通常用來形容一種拷問折磨的方式，至今仍有許多國家用來折磨罪犯，此拷問方式發源於中世紀的歐洲。雖然吊墜縛現在僅僅是在BDSM遊戲中的一個調情遊戲，但是如果不小心的操作也可能造成傷害。

## 技巧
基本上各式各樣的吊墜縛有一些相同的原則，雙臂高舉過頭，筆直的向上舉，但是有時候會一些差異：
- 雙腳分開：透過棍子或是以繩子綁住/雙腿綁在一起
- 手肘綁在一起(參閱 armbinder)
- 繩子繞住脖子/帶鍊子的項圈：迫使身體向下傾斜。(為了安全起見，必須確保脖子的前端不能有壓力阻礙呼吸。)
- 髮綁縛或頭綁縛拉住頭部。
- 口銜以及眼罩：使受虐者不能發出哀嚎以及剝奪視覺感官以增加刺激性。
- 高跟鞋：使受虐者無法輕易保持平衡，使其因為害怕跌倒失去重心，而保持固定的姿勢。

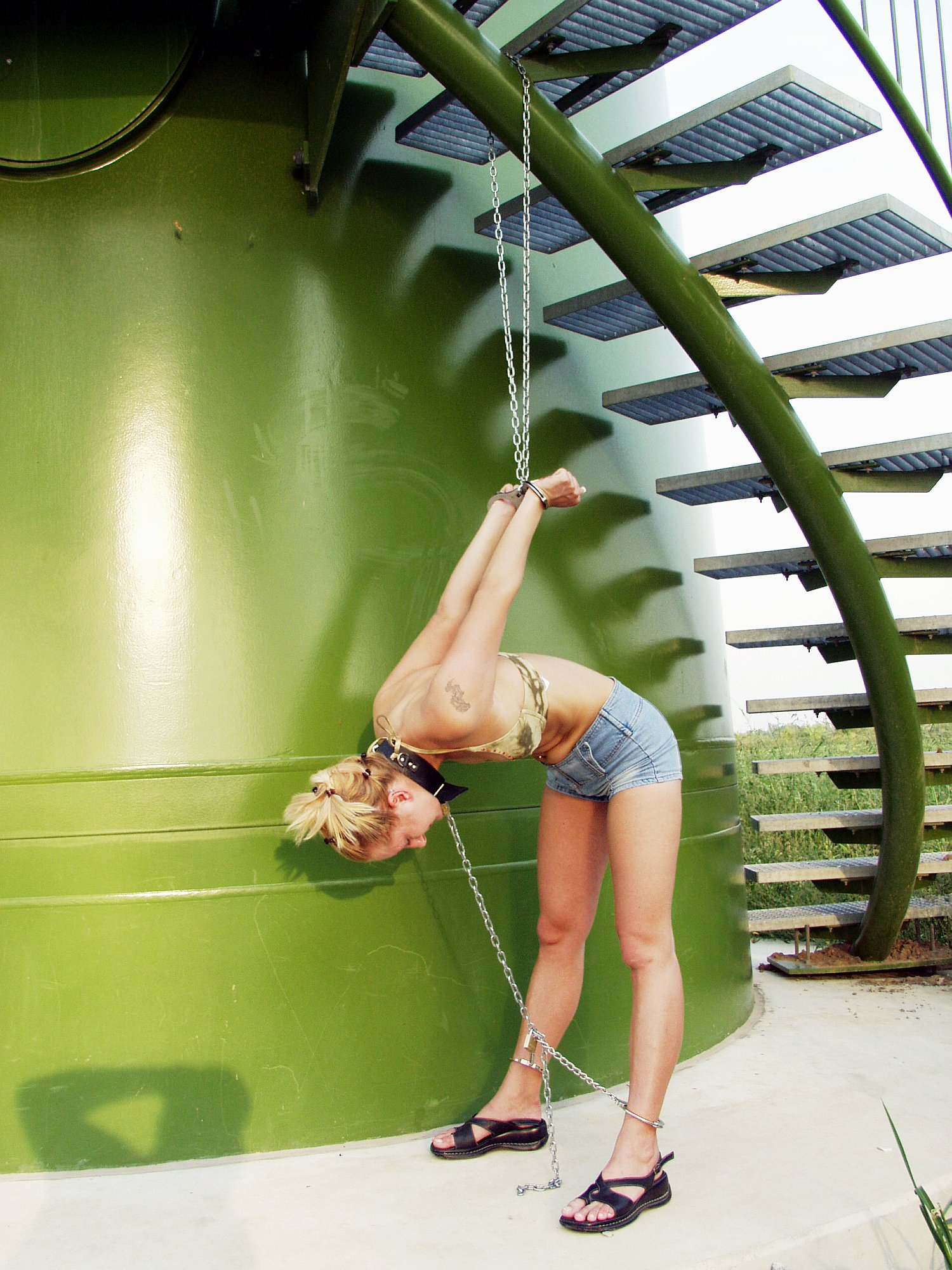
以手銬以及鐵鍊實施室外的吊墜縛

- 暴露受虐者臀部和生殖器。

## 遊戲方法
其實保持這個姿勢，是相當痛苦的，因此維持這個姿勢的時間不宜過長，可以搭配鞭子或棍子進行簡單的懲罰，或以假陽具、按摩棒刺激受虐者。或是有附有重物夾子，夾在受虐的肉體上。

## 穿著打扮
有的人喜歡受虐者一絲不掛，有的人則是會增加一些刺激視覺的情趣內衣，或是馬甲以增加束縛感。有的人喜歡用高跟鞋，使受虐者維持平衡更加困難。各式各樣的組合因人而異。

## 安全事項
施虐者要隨時注意受虐者的狀況，不能超過受虐者所能承受的生理極限。將手臂伸展過高對任何彈性很好的人都可能造成會造成手臂脫臼。